# Episodi di Summer Camp (prima stagione)
La prima stagione di Summer Camp è andata in onda negli Stati Uniti dal 31 luglio 2015 al 20 maggio 2016 sul canale Disney Channel, e in Italia dal 6 marzo 2016. Dal 21 maggio 2020 sono disponibili su Disney plus le prime 3 stagioni.
|    | Titolo originale                  | Titolo italiano                      | Prima TV USA     | Prima TV Italia  |
| -- | --------------------------------- | ------------------------------------ | ---------------- | ---------------- |
| 1  | Welcome to Camp Kikiwaka          | Il mostro Kikiwaka                   | 31 luglio 2015   | 6 marzo 2016     |
| 2  | Gone Girl                         | Fine di una ragazza                  | 7 agosto 2015    | 13 marzo 2016    |
| 3  | Camp Rules                        | Il professionista delle regole       | 14 agosto 2015   | 20 marzo 2016    |
| 4  | Smells Like Camp Spirit           | Il sacro bastone                     | 21 agosto 2015   | 3 aprile 2016    |
| 5  | The Ones That Got Away            | La gara di pesca                     | 6 novembre 2015  | 4 novembre 2016  |
| 6  | Can You Hear Me Now?              | Il telefono mancante                 | 13 novembre 2015 | 10 aprile 2016   |
| 7  | Friending with the Enemy          | Fai amicizia col nemico              | 20 novembre 2015 | 17 aprile 2016   |
| 8  | Waka, Waka, Waka!                 | La fiera del campo                   | 27 novembre 2015 | 24 aprile 2016   |
| 9  | Secret Santa                      | Babbo Natale in incognito            | 4 dicembre 2015  | 19 dicembre 2016 |
| 10 | Counselors' Night Off             | Questa è la notte                    | 8 gennaio 2016   | 1 maggio 2016    |
| 11 | There's No Place Like Camp        | Non c'è un altro posto come il campo | 22 gennaio 2016  | 8 maggio 2016    |
| 12 | Luke's Back                       | Luke è tornato                       | 12 febbraio 2016 | 14 gennaio 2017  |
| 13 | No Escape                         | Fuga in città                        | 19 febbraio 2016 | 5 giugno 2016    |
| 14 | Close Encounters of the Camp Kind | C'è vita sul pianeta Camp Kikiwaka   | 11 marzo 2016    | 22 maggio 2016   |
| 15 | Crafted and Shafted               | Fatto e caduto                       | 18 marzo 2016    | 18 novembre 2016 |
| 16 | Boo Boos and Birthdays            | Compleanno a sorpresa                | 25 marzo 2016    | 29 maggio 2016   |
| 17 | For Love and Money                | Per amore e per soldi                | 1 aprile 2016    | 15 maggio 2016   |
| 18 | Love Is for the Birds             | L'amore è per gli uccelli            | 8 aprile 2016    | 9 dicembre 2016  |
| 19 | Bride and Doom                    | La sposa e il destino avverso        | 29 aprile 2016   | 9 dicembre 2016  |
| 20 | Live from Camp Kikiwaka           | Salviamo il Campo                    | 13 maggio 2016   | 25 novembre 2016 |
| 21 | Xander Says Goodbye               | Xander dice addio                    | 20 maggio 2016   | 2 dicembre 2016  |

## Il mostro Kikiwaka
Emma, Ravi e Zuri Ross, tre fratelli milionari, vengono mandati dai genitori al Camp Kikiwaka, il campo estivo nel Maine in cui si sono incontrati da adolescenti. Le sorelle vengono accolte nelle Marmotte, dove incontrano Lou, una pimpante ragazza di campagna, e Tiffany, una ragazzina cresciuta così severamente da non conocere il divertimento. Ravi si unisce invece alla capanna dei Grizzly, insieme a Jorge, ragazzino con poca igiene e voglia di avventura, e Xander, chitarrista rubacuori che si innamora di Emma. L'attrazione del ragazzo viene subito ricambiata, ma ciò attira su Emma le antipatie di Hazel, nipote della proprietaria del campo, da sempre ossessionata da Xander. Una sera Emma, dopo aver ricevuto un biglietto da Xander, si avventura nel bosco insieme a Zuri. Presto Lou scopre che il messaggio è stato in realtà recapitato da Hazel per allontanare la rivale, perciò Grizzly e Marmotte si addentrano nella foresta alla loro ricerca. Una volta ricongiunti, i ragazzi vengono terrorizzati da versi animaleschi e feroci, attribuiti al Kikiwaka, il mostro che dà il nome al campo. Nonostante il panico iniziale, il gruppo decide di affrontare la paura e tutti riescono a tornare alle capanne sani e salvi, senza rendersi conto che è stata tutta una messa in scena di Gladys, proprietaria del campo, volta a spaventare i campeggiatori sfruttando la favola del mostro. La sera successiva, però, il vero Kikiwaka osserva il campo da lontano.
Guest stars: Mary Scheer (Gladys), Tessa Netting (Hazel)

## Luke è tornato
Luke, fratello minore di Emma e maggiore di Ravi e Zuri, una mattina arriva al campo con il pretesto di far svolgere i suoi compiti estivi a Ravi. Il secondogenito dei Ross si trova così coinvolto in una faida tra il Camp Kikiwaka e il vicino Camp Champion. Per dimostrare di sapersi difendere da solo, Ravi sfida Eric, membro del Champion, ad una guerra con gli archi, per decretare quale campo otterrà il possesso definitivo del Posticino. Nonostante il Camp Champion sia un campo sportivo, con l'aiuto di Luke il Kikiwaka riesce a tenersi in pareggio, e grazie a Ravi vince. Quella sera, il Camp Kikiwaka si reca al Posticino per festeggiare. Qui Luke confessa di essere stato ammesso ai corsi scolastici estivi di recupero, e di essere venuto al campo solo perché gli mancavano i suoi fratelli, scambiando così un abbraccio con loro.

## La sposa e il destino avverso
Esiste una leggenda al Camp Kikiwaka: anni prima Olga, figlia del fondatore del campo, si innamorò di un ragazzo; il padre, non approvando la cosa, lo cacciò via e Olga fuggì, morendo nel bosco per via di una tempesta. Da quel giorno il suo spirito infesta il campo. La storia terrorizza i campeggiatori più giovani, ma Emma e Ravi intuiscono che dietro agli scherzi del fantasma vi sono Xander, Lou e Hazel e chiedono loro di smettere. I tre accettano riluttanti, ma una serie di indizi e sparizioni di oggetti fanno poi credere ai ragazzi che il fantasma di Olga esista davvero. Per aiutarla a ritrovare la pace inscenano un matrimonio tra lei e il suo amato, senza successo. Accorgendosi che Jorge nel frattempo è sparito, il gruppo parte alla sua ricerca e lo trova addormentato tra le cose scomparse. Capiscono così che è tutta colpa del ragazzino che, spaventato dalla storia di Olga, ha iniziato a soffrire di sonnambulismo e a portare via oggetti senza rendersene conto.

## Salviamo il Campo
Gladys ha brutte notizie: a causa del numero insufficiente di iscrizioni per l'estate successiva, il Camp Kikiwaka chiuderà. Decisi a salvare il campo, Emma, Ravi, Zuri, Xander, Lou e Tiffany decidono di organizzare un web cast in diretta per promuoverlo. A metterli in difficoltà sarà Gladys stessa che, nel bel mezzo delle riprese, mette in piedi un'asta per vendere tutto ciò che riesce. Mentre Zuri e Tiffany fanno le prove per uno spettacolo a stampo comico e musicale a cui hanno deciso di collaborare, Lou si apre con Emma e Xander, spiegando loro di essersi recentemente sentita esclusa dai suoi due migliori amici per via delle loro continue smancerie. I due ragazzi, rendendosene conto, si scusano e si riappacificano con Lou. Quella sera, nonostante il web cast sia stato un fallimento, Gladys afferma che il Camp Kikiwaka non chiuderà: il riconciliamento dei tre amici avvenuto per caso davanti alle telecamere ha permesso di guadagnare abbastanza iscrizioni e salvare il campo, grazie alla dimostrazione dell'amicizia che può nascere dalla sua esperienza estiva.